# やまだ紫
やまだ 紫（やまだ むらさき、1948年9月5日 - 2009年5月5日）は、日本の漫画家・エッセイスト・詩人。京都精華大学マンガ学部専任教授。
本名：白取 三津子（しらとり みつこ）（旧姓：山田）。2人目の夫は、元『ガロ』副編集長の白取千夏雄で、年齢は17歳下である。

## 経歴
東京都世田谷区出身。1966年、私立富士見丘高等学校卒業後に詩の同人会『しちにん』へ参加。翌年からデザイン事務所勤務の傍ら、虫プロ商事（手塚治虫主宰）の漫画雑誌『COM』へ漫画作品の投稿を始める。
1969年、『COM』5月号でデビュー。以降同誌に精力的に作品を発表する。『COM』廃刊後は『ガロ』（青林堂）に発表の場を移し、1971年2月号に『ああせけんさま』が入選。1972年には漫画賞きっての難関であった『ビッグコミック賞』に「風の吹く頃」で佳作3席。
以後、結婚・出産による一時休筆を経て、『ガロ』誌上で『性悪猫』『しんきらり』などの作品を立て続けに連載する。長井勝一（ガロ編集長）、つげ義春（漫画家）、上野昻志（評論家）らから高い評価を得ている。
なお、無名時期の杉浦日向子（漫画家から後に江戸風俗研究家に転身）や近藤ようこ（漫画家）がアシスタントとして参加していることは有名。のちに『ガロ』からデビューした杉浦、近藤と「ガロ三人娘」と呼ばれた。
1980年代からは、女性詩人の大家である吉原幸子主宰の『現代詩ラ・メール』に詩画連載『樹のうえで猫がみている』を発表した。またH氏賞・高見順賞受賞詩人でもある井坂洋子と合作『夢の迷子たち』などを刊行している。
1989年の第15回参議院議員選挙には、ちきゅうクラブ公認で比例区から立候補したが落選している。
毎日新聞 生活家庭欄連載のイラストエッセイ『お勝手に』は1994年から3年という異例の長期連載となった。1992年2月からは筑摩書房より『やまだ紫作品集』全5巻の刊行が始まり、それぞれの解説には山田太一、井坂洋子、久田恵、上野昻志らが執筆。
1993年には『ガロ』2・3合併号でやまだ紫特集が組まれ、その際はつげ義春、高橋章子、井坂洋子、内田春菊、黒川創らがコメントや文章を寄せた。
1997年3月には漫画家としては早い時期に公式サイト「やま猫SOMETIMES」をオープンしている。
2002年に腎臓摘出手術を受けた後は、術後の患部の痛みや膵臓炎による1型糖尿病とも戦い、入退院を繰り返すようになる。
2004年からは歌人の宮柊二主宰「コスモス」よりの依頼で詩画連載「見上げれば虹」を連載（大学教授就任で中断）。
2006年から京都精華大学マンガ学部マンガ学科ストーリーマンガコースの専任教授に就任、後進の指導にもあたった。
2007年から京都に在住。
2009年5月5日 午前4時16分、京都市内の病院にて脳内出血のため死去。60歳没。

## 主な出版物

### 自著
- 『性悪猫』（1980年8月、青林堂） - 処女単行本

1990年筑摩文庫、1992年筑摩書房『やまだ紫作品集』5巻に収録、2009年10月小学館クリエイティブ ISBN 978-4778031299
- 『鳳仙花』（1980年10月、ブロンズ社） - 『COM』時代の初期作品集
- 『鈍たちとやま猫』（1981年10月、青林堂） - 短編集

1992年筑摩書房『やまだ紫作品集』5巻に収録
- 『しんきらり（英語版）』（1982年8月、青林堂）

1992年筑摩書房『やまだ紫作品集』2巻に収録、2009年11月小学館クリエイティブ ISBN 978-4778031305
- 『はなびらながれ』（1983年11月、青林堂）

1992年筑摩書房『やまだ紫作品集』4巻に収録
- 『ゆらりうす色（英語版）』（1984年6月、講談社）

1992年筑摩書房『やまだ紫作品集』1巻に収録、2009年12月小学館クリエイティブ ISBN 978-4778031312
- 『続しんきらり』（1984年10月、青林堂）

1992年筑摩書房『やまだ紫作品集』2巻に収録、2009年11月小学館クリエイティブ ISBN 978-4778031305
- 『空におちる』（1985年10月、河出書房新社） - 漫画＋エッセイ集
- 『満天星みた』（1985年12月、大和書房） - エッセイ集
- 『しあわせつぶて』（1986年9月、青林堂）

1992年筑摩書房『やまだ紫作品集』3巻に収録
- 『樹のうえで猫がみている』（1990年、筑摩書房） - 『ラ・メール』連載詩画集

2001年デジパッド（描き下ろし・未収録作品を加え、CD-ROM版で刊行）
- 『東京ノスタルジア』（1991年1月、フレーベル館） - エッセイ集
- 『やまだ紫作品集』全5巻（1992年2月～6月、筑摩書房）
- 『Blue Sky』第1巻（1992年10月、中央公論社）

1996年中公文庫
- 『Blue Sky』第2巻（1993年3月、中央公論社）

1996年中公文庫
- 『夢の迷子たち』（1995年6月、翔泳社） - 井坂洋子との合作を収録
- 人生相談『やま猫人生放談』（1995年7月、同文書院）
- 毎日新聞連載イラストコラム『お勝手に』（1996年12月、毎日新聞社）

1999年11月中公文庫（『どうぞお勝手に』と改題）
- 『マンガ日本の古典』シリーズ[注 2]第21巻『御伽草子』（1997年4月、中央公論社） - ※描き下ろし

2000年12月中公文庫
- 『愛のかたち』（2004年11月、PHPエディターズ・グループ発行 / PHP研究所発売） - コミック＋エッセイ
- 『ねこのふしぎ話』（2021年8月、興陽館、ISBN 978-4-87723-277-1） - 単行本未収録短編と入手困難の著書収録の中短編集のうち猫に関する作品を収録した選集

### 挿絵担当
- 征矢清『ねこになった少年』（1988年3月、岩波書店） ISBN 978-4001109788

1996年11月岩波少年文庫 ISBN 978-4001121384
- 大伴茫人『姫様と紀貫之のおしゃべりしながら土佐日記』（1999年、洋泉社） ISBN 978-4896914399
- 宜保愛子『因縁物語』（2000年2月、青林堂） ISBN 978-4792603151 - 表紙も担当